# Kóka
Kóka es un pueblo húngaro perteneciente al distrito de Nagykáta, condado de Pest.

## Superficie
Cuenta con una superficie de 44,36 km².

## Demografía
Hasta 2024 la población era de 4407 habitantes, con una densidad de población de 99,34 hab/km².
| Gráfica de evolución demográfica de Kóka entre 2020 y 2024 |
|                                                            |
| Datos según la Oficina Central de Estadística de Hungría.  |